# Game Arts
Game Arts Co., Ltd. (株式会社ゲームアーツ?, Kabushiki-gaisha Gēmu Ārts) è una software house con sede a Tokyo, fondata nel 1985 che produce videogiochi per diverse console. Supervisionata dal Presidente ed amministratore delegato Yoichi Miyaji, la filosofia della compagnia è quella di creare "nuovi giochi, innovativi e divertenti". La Game Arts è membro della associazione giapponese Computer Entertainment Supplier's Association (CESA), ed i suoi principali partner commerciali sono Square Enix, Bandai, Koei e Gung-Ho Online Entertainment, alcuni dei quali hanno co-sviluppato o prodotto giochi in collaborazione con la società.
L'azienda ha prodotto giochi di genere diverso, a partire dai videogiochi d'azione come Thexder nel 1985 e Zeliard, per arrivare ad i numerosi titoli di mahjong pubblicati principalmente per il mercato giapponese. Nel mondo occidentale, la Game Arts è principalmente conosciuta per le serie di videogiochi di ruolo Lunar e Grandia, oltre che per la serie di videogiochi strategici Gungriffon. Una parte del personale della Game Arts ha inoltre contribuito allo sviluppo preliminare del titolo per Nintendo Wii Super Smash Bros. Brawl.